# Саннервиль
Саннерви́ль (фр. Sannerville) — коммуна во Франции, находится в регионе Нижняя Нормандия. Департамент коммуны — Кальвадос. Входит в состав кантона Троарн. Округ коммуны — Кан.
Код INSEE коммуны — 14666.

## Население
Население коммуны на 2010 год составляло 1701 человек.
| 1962 | 1968 | 1975 | 1982 | 1990 | 1999 | 2010 |
| ---- | ---- | ---- | ---- | ---- | ---- | ---- |
| 649  | 711  | 849  | 1504 | 1529 | 1624 | 1701 |

## Экономика
В 2010 году среди 1123 человек трудоспособного возраста (15—64 лет) 814 были экономически активными, 309 — неактивными (показатель активности — 72,5 %, в 1999 году было 69,6 %). Из 814 активных жителей работали 766 человек (377 мужчин и 389 женщин), безработных было 48 (31 мужчина и 17 женщин). Среди 309 неактивных 81 человек были учениками или студентами, 156 — пенсионерами, 72 были неактивными по другим причинам.